# Rhythm Heritage
Rhythm Heritage foi uma banda norte-americana de disco-funk, mais conhecida pelo single "Theme from "S.W.A.T." (1976), que foi # 1 nos Estados Unidos. Vendeu mais de um milhão de cópias e foi premiado com disco de ouro RIAA, em fevereiro de 1976. Também gravaram a temas para vários outros programas de televisão da rede ABC, como "Keep Your Eye On The Sparrow", também de 1976, da série Baretta.
A banda foi formada em 1975 pelo produtor Steve Barri, pelo tecladista Michael Omartian, o baixista Scott Edwards e o baterista Ed Greene. Outros músicos participaram de algumas gravações da banda, como Ben Benay, Victor Feldman, Jay Graydon, James Jamerson, Ray Parker Jr., Dean Parks, e Bob Walden.

## Discografia

### Álbuns
- 1976 - Disco-fied
- 1977 - Last Night On Earth
- 1978 - Sky's The Limit
- 1979 - Disco Derby